# Celsitani
Los celsitani fueron una antigua tribu de Cerdeña.

## Historia
Descrito este antiguo pueblo por Ptolomeo (III, 3), los celsitani habitaban al sur de los rucensi y al norte de los scapitani y los siculensi.